# Alfred Parisien
Pas d'image ? Cliquez ici

a Compétitions nationales et continentales officielles uniquement.

b Matchs officiels uniquement.
Dernière mise à jour le 2 mars 2024.
Alfred Parisien, né le 4 mars 2001 à Périgueux (Dordogne), est un joueur français de rugby à XV jouant au poste de centre au Lyon OU.

## Biographie

### Carrière en club
Alfred Parisien est formé dans le club de sa ville natale, le CA Périgueux avant de rejoindre le pôle espoirs de Talence en parallèle d'une formation au SU Agen. À l'âge de 17 ans, il rallie le Lyon OU. 
Il fait ses débuts en professionnel avec le LOU le 13 février 2021 sur le terrain du Racing 92. 
Parisien dispute son premier match européen le 17 décembre 2021 contre les Dragons en Challenge européen. Au cours de la partie, il inscrit son premier essai chez les professionnels. 
Le 9 décembre 2023, il marque un essai après un exploit personnel en fin de partie face aux Bristol Bears en Champions Cup. Après cette rencontre, il obtient une place de titulaire au sein de l'effectif lyonnais. En fin de saison 2023-2024, après avoir réalisé sa première saison pleine au niveau professionnel, il prolonge son contrat avec le LOU jusqu'en 2026. Il était en fin de contrat mais ses bonnes performances lui ont permis de se voir proposer une prolongation alors que d'autres clubs le convoitaient. 

### Carrière internationale
Le 19 juin 2021, il dispute son premier match du Tournoi des Six Nations des moins de 20 ans contre l'Angleterre. Il joue au total quatre matchs au cours du Tournoi, dont deux en tant que titulaire,.  
Le 19 novembre 2022, il dispute un match avec les Barbarians français contre les Fidji.  